# Luba (etnia)
Los luba son un pueblo de la familia lingüística bantú, que habita en el sudeste de la República Democrática del Congo. Los luba están divididos en diversas tribus, que sobrepasan en conjunto el medio millón de individuos.
A mediados del siglo XVI constituyeron un reino de tipo feudal en cuya corte se desarrolló un arte singularmente refinado, que ha llegado hasta nuestros días: figuras para el culto a los antepasados, máscaras, taburetes sostenidos por cariátides (mujeres arrodilladas), copas, etc.
Por lo que respecta a la economía, en la actualidad la región es casi autosuficiente gracias a sus ricas minas de diamantes. Destacar que su economía no ha padecido la hiperinflación desenfrenada del resto del país cosa que ha hecho que esto sea la ventaja principal para esta región. 
El Imperio luba se caracterizaba por la existencia de una autoridad central, al que se denominaba mulopwe[cita requerida] (rey), que copiando de los colonizadores europeos, se revistió de un carácter sagrado. 
Su religión, tradicionalmente se ha basado en el culto a los antepasados, pero con la llegada de los belgas y la dominación política de estos, gran parte de los luba se convirtieron al cristianismo.